# Thief (joc video)
Thief este un joc video de stealth, dezvoltat de Eidos Montreal, publicat de Square Enix și lansat în februarie 2014 pentru platformele PlayStation 3, PlayStation 4, Xbox 360, Xbox One și Microsoft Windows. Este o renaștere a cultului clasic Thief, acesta fiind cel de-al patrulea titlu al seriei. Inițial, jocul a fost anunțat în 2009, ca Thief 4, dar a fost anunțat ulterior în 2013 că jocul va fi un reboot al seriei.
Thief are loc în 'Orașul', într-o lume dark fantasy, inspirată de esteticile epocii victoriene, goticului și steampunk-ului. Jucătorii îl controlează pe Garrett, un hoț experimentat ce se îmbarchează în câteva misiuni ce implică furtul de la bogați. Jucătorii pot aborda nivelurile în diferite moduri; metodat letală, unde jucătorii își omoară inamicii până la destinație, folosind cuțite și asasinări, sau pot opta pentru abordarea non-letală, unde jucătorii evită conflictul. Jucătorii pot alege și calea până la destinație, de vreme ce fiecare locație conține diferite căi ramificate.
După lansare, jocul a primit recepții mixte, criticii apreciind stealth-ul și valoarea de rejucare, dar criticând înfățișarea hărții jocului și povestea.

## Gameplay
Jucătorul îl controlează pe Garrett, un hoț experimentat ce se îmbarchează în câteva misiuni ce implică furtul de la bogați. La fel ca și în jocurile anterioare, jucătorii trebuie să folosească stealth-ul pentru a depăși provocările, în timp ce violența funcționează ca o ultimă soluție.
Există o varietate de rute la fiecare nivel, iar jucătorii pot folosi diferite stiluri de joc pentru a le parcurge. Jocul conține o varietate de a distrage sau a omorî gardieni, precum butoaiele cu pulbere care pot fi aprinse. Nivelele conțin și bani sau obiecte prețioase pe care Garrett le poate fura; acestea sunt imediate convertite în bani, care pot fi cheltuiți pe echipament și îmbunătățiri. Garrett este capabil și să pungășească gardieni, precum și alte personaje. Jucătorul poate evita gardieni prin ascunderea în umbre sau după colțuri și este capabil să tragă cu ochiul după aceste colțuri sau prin gaura cheii pentru a depista mișcările inamicilor. Odată ce Garrett a fost văzut, gardienii sau alte personaje vor încerca să-l vâneze. Dezvoltatorii au afirmat că inteligență artificială este conștientă de design-ul nivelului, iar gardienii vor ști în avans de locurile pe care jucătorul le poate folosi pentru a se ascunde.
Jucătorul poate folosi o abilitate, numită "Focus", care asigură câteva avantaje. Acesta îi sporește viziunea lui Garrett, evidențiind țevile pe care acesta se poate urca, sau lumânări care pot fi stinse pentru a face zona mai întunecată. Această abilitate poate încetini timpul, pentru ca personajul să poată fura mai repede în timp ce pungășește. Garrett poate folosi abilitatea pentru a împinge inamicii sau să efectueze atacuri debilitante. Poate fi îmbunătățit pe tot parcursul jocului.
Garrett are un ciomag, folosit pentru a doborî inamicii; un arc multifuncțional, care poate fi folosit atât în scopuri letale, cât și pentru cele neletale, precum distragerea gardienilor; și un clește, care poate fi folosit pentru a se cățăra pe clădiri înalte.
Un sistem cu puncte de experiență urma să fie implementat în jocul final, dar a fost înlăturat după feedback-ul negativ al fanilor, cât și pentru a reflecta faptul că personajul este deja un hoț experimentat.

## Sinopsis

### Cadrul
Thief are loc într-o lume dark fantasy, inspirată de esteticile epocii victoriene, goticului și steampunk-ului. Garrett, care a fost departe de casă pentru mult timp, se întoarce, doar pentru a găsi un oraș (cunoscut doar ca Orașul) răvășit de ciumă, condus de mâna de fier a unui tiran pe nume Baronul. Bogații continuă să trăiască izolați și înstăriți, în timp ce săracii formează grupuri numeroase împotriva autorităților. Garrett intenționează să folosească această situație în favoarea lui.
Fiind un reboot al seriei, acțiune se petrece la câteva sute de ani după evenimentele din seria originală din același univers (indicii despre poveste pot fi găsite în documente, scrisori și pe plachete). Ochiul mecanic original al maestrului Garrett (cunoscut ca legendarul Sneak Thief) este unul dintre itemele unice și poate fi găsit într-o închisoare. Alte referințe către seria originală sunt Temnicerii, Ciocănarii și Vechii Zei, ruinele putând fi găsite prin Oraș sau în subteranele acestuia.

### Povestea
În timpul unei nopți în Oraș, Garrett, un hoț experimentat, acceptă o misiune de la cunoștința Basso, aceea de a fura ceva de la moșia Baronului Northcrest, conducătorul orașului. Pentru ajutor, Garrett este asistat de Erin, o colegă-hoț, care tinde să fie nechibzuită în acțiunile sale. Ei ajung la locația misiunii și observă un ritual în desfășurare. Garrett are un presentiment urât despre această misiune, dar Erin nu-i împărtășește îngrijorarea. După o harță între cei doi, ea cade în mijlocul ritualului. În timp ce Garrett încerca să o salveze, o parte a clădirii se prăbușește, făcându-l inconștient. 
Garrett se trezește după un an și află că orașul a fost lovit de o ciumă, iar Baronul a sigilat orașul din cauza aceasta. Înapoi la ascunzătoare, Garrett este angajat de Basso să fure un inel ce este folosit pe victimele ciumei. Cu toate că Garrett este găsit de mâna dreaptă a Baronului, reușește să încheie misiunea. Garrett îl întâlnește pe Orion, un om care conduce rezistența împotriva tiraniei Baronului. Acesta îl trimite în căutarea unei cărți aflată într-un bordel. Înainte să meargă acolo, Garrett se duce către fosta ascunzătoare a lui Erin, unde află despre azilul Moira. La bordel, Garrett găsește o intrare către o librărie antică, unde se află și cartea căutată. Aflând că Basso a fost arestat și închis în donjonul Baronului, Garrett se infiltrează și îl salvează pe Basso, dar decide să profite și să fure lucrul cel mai de preț al Baronului, o piatră misterioasă numită Primal. Această piatră îi dezvăluie că Erin este în viață, dar sub influența acesteia.
Garrett explorează azilul Moira pentru a afla indicii despre Erin, unde găsește o a doua parte din piatră, și decide să îl confrunte pe Baron la conacul acestuia. Baronul dezvăluie că intenționa să folosească puterea pietrei pentru o nouă sursă de energie, dar când ritualul a fost întrerupt, a dezlănțuit ciuma în Oraș, iar Orion, care este nimeni altul decât fratele ilegitim al Baronului, Aldous, a profitat de haosul creat și a încercat să-l detroneze. După ce realizează că piesa finală a pietrei este în ochiul lui Garrett, Baronul îl gonește, iar hoțul este informat de Regina Cerșetorilor că Piatra Primală trebuie reasamblată pentru ca orașul să fie salvat de Întuneric. Garrett se infiltrează în Catedrală, unde Orion o folosește pe Erin pentru a-i vindeca pe cetățeni, neștiind că acest lucru îi va transforma în monștri. Odată ce Garrett ajunge la Orion, se confruntă cu mâna dreaptă a Baronului. Apoi, Garrett îl urmărește pe Orion până la ascunzătoarea acestuia, un vas, acolo unde Erin dezlănțuie puterea pietrei, omorându-l pe Orion și atacându-l pe Garrett. 
Într-un final, Garrett reușește să reasambleaze piatra și o întoarcă pe Erin la normal. Cu toate acestea, Erin cade în apă atunci când Garrett îi aruncă cleștele și se prăbușește. Când Garrett se trezește, el vede cleștele, dar ea este de negăsit.

## Dezvoltare
Thief a fost anunțat inițial în 2009, sub titlul de lucru Thief 4 (stilizat Thi4f), după ce apăruseră zvonuri despre dezvoltarea acestuia. Dezvoltat de Eidos Montreal, jocul a fost proiectat de o echipă diferită față de cea care a dezvoltat Deus Ex: Human Revolution. Echipa de dezvoltare a fost inițial mică, iar jocul a rămas la stadiul de concept pentru mult timp. În tot acest timp, numeroase designuri au fost propuse, inclusiv perspectiva third person, un nou protagonist sau o mecanică de cățărare asemănătoare cu cea din Assassin's Creed. Managerul general al studioului, Stephane D'Astous, a spus că Thief 4 este în dezvoltare: "Suntem în primele stagii de dezvoltare ale lui Thief 4, dar acesta este un proiect ambițios și suntem foare încântați. Este prea devreme pentru a oferi vreun detaliu specific. În acest moment, ne concentrăm să recrutăm cele mai bune talente pentru echipa de dezvoltare și pentru a ajuta să creăm unul dintre cele mai bune jocuri de pe piață." După câteva zvonuri cum că unii dintre membrii Eidos Montréal au părăsit compania, managerul Stephane D'Astous a spus: "Sperăm să fim mai comunicativi până la sfârșitul anului. În acest moment, Thief este prioritatea noastră și ne dăm toată silința ca să fie la fel de bun ca primul joc". În ianuarie 2013, NeoGAF a găsit fișiere LinkedIn care indicau că programatorii lucrează la acest proiect. Eidos Montreal s-a extins în 2010, printr-o echipă special făcută pentru modul multiplayer, iar când producătorul Joe Khoury a fost întrebat dacă și aceasta va lucra la Thief 4, el nu a confirmat sau infirmat acest lucru. Utilizatorii de Steam care au precomandat jocul au primit iteme pentru clasa sniper din Team Fortress 2 și/sau pentru Dota 2.
Cu toate că era de așteptat ca jocul să fie lansat pentru consolele generației a șaptea, lucrurile s-au schimbat în timpul dezvoltării pentru generația a opta. Acest lucru a fost confirmat în martie 2013 de Game Informer și a fost anunțat că se va lansa pentru PC, PlayStation 4 și "alte console next-gen". Jocul este un reboot al seriei Thief însuși. Phil Savage de la PC Gamer, bazându-se pe primele imagini, a comparat jocul cu Dishonored, spunând că: "Seamănă puțin cu Dishonored, ceea ce este corect, deoarece Dishonored seamănă puțin cu Thief."
Eidos a anunțat că actorul veteran Stephen Russell a fost înlocuit cu actorul Romano Orzari pentru rolul protagonistului Garrett. Eidos a explicat această decizie într-o postare: "Am făcut decizia de a înregistra vocea și mișcarea actorilor în același moment. Actorul care își asumă rolul lui Garrett trebuie să-și realizeze singur cascadoriile. Garrett este un personaj atletic. Puteam folosi vocea lui Stephen și mișcarea altui actor, dar nu părea natural." Cu toate acestea, această decizie a supărat anumiți fani ai seriei, care au început o petiție online în care le cereau celor de la Eidos Montreal să-l aducă înapoi pe Stephen Russell în rolul protagonistului.
Thief suportă Mantle și AMD TrueAudio. O versiune pentru OS X a fost lansată pe 24 noiembrie 2015.

## Recepție
Thief a primit recenzii "mixte", conform site-ului web Metacritic. Cei mai mulți critici au lăudat stealth-ul, designul nivelelor, grafica și valoarea de rejucare, dar au criticat designul hărții, problemele tehnice și povestea.
Mike Splechta de la GameZone i-a acordat versiunii pentru PlayStation 4 o notă de 6.5/10, spunând: "Unii ar putea să treacă cu vederea peste neajunsurile lui Thief și să se concentreze pe momentele briliante. Cu toate acestea, eu îmi imaginez că unii dintre fanii seriei ar putea considera reîntoarcerea lui Garrett dezamăgitoare." Acordându-i jocului o notă de 6.8, Dan Stapleton de la IGN a criticat decizia de a-l înlocui pe actorul care își asumă rolul lui Garrett, spunând că acest lucru l-a făcut pe protagonist să pară "slab" și "nesincronizat"; Stapleton a criticat și AI-ul, lipsa de varietate sau creativitate în materie de arme, designul slab al Orașului, dar și povestea, numind-o "obosită". Cu toate acestea, el a lăudat abilitatea de a schimba dificultatea jocului și mecanica de sprint a lui Garrett. Tim Martin de la The Telegraph a fost mult mai dur în recenzia sa, acordând jocului 2 stele din 5, spunând că jocul nu oferă prea multă libertate și provocare jucătorului, și că schimbarea dificultății nu face jocul mai dificil; per total, a fost un "dezastru șovăielnic".
Eurogamer Italy i-a acordat jocului o notă de 9/10, spunând: "Este unul dintre cele mai bune jocuri de stealth de anul acesta și primul concurent serios pentru titlul de 'Jocul anului'". Digital Spy i-a acordat o recenzie pozitivă, spunând: "În timp ce jocul are problemele sale - în special atunci când Garrett este văzut - Thief excelează ca un joc de stealth pur, devenind din ce în ce mai bun pe parcurs ce îl joci."

## Continuare
La o conferință de presă OXM oficială, Nick Cantin de la Edios Montreal a sugerat posibilitatea unei continuări THIEF: “Nu este nimic sigur încă, dar suntem dornici să vedem câți oameni apreciază jocul […] Am proiectat un univers destul de mare în primul joc, cu multe straturi – lumea este foarte adâncă […] deci există multe posibilități.”